# Eugenio Cappabianca
Eugenio Cappabianca (fl. XX secolo) è stato un attore italiano.

## Biografia
È conosciuto per Io uccido, tu uccidi (1965) diretto da Gianni Puccini, Correva l'anno di grazia 1870 (1972) diretto da Alfredo Giannetti e Inventiamo l'amore (1938) diretto da Camillo Mastrocinque. Era sposato con l'attrice Evi Maltagliati che gli ha dato una figlia, Grazia Cappabianca (1929-2007), attrice.

## Filmografia

### Cinema
- Passaporto rosso, regia di Guido Brignone (1935)
- Tredici uomini e un cannone, regia di Giovacchino Forzano (1936)
- I due sergenti, regia di Enrico Guazzoni (1936) - non accreditato
- Inventiamo l'amore, regia di Camillo Mastrocinque (1938)
- Io uccido, tu uccidi, regia di Gianni Puccini (1965) - (episodio "La danza delle ore")
- Correva l'anno di grazia 1870, regia di Alfredo Giannetti (1972)

### Televisione
- Giallo club - Invito al poliziesco – programma TV (1960)
- Il caso Maurizius – miniserie TV, episodi 1x1 (1961)
- Grandezza naturale, regia di Carlo Lodovici – film TV (1963)
- La figlia del capitano – miniserie TV, episodi 1x3 (1965)
- Resurrezione – miniserie TV, episodi 1x1-1x2-1x3 (1965)
- La felicità domestica, regia di Gian Domenico Giagni – film TV (1966)
- Madame Curie, regia di Guglielmo Morandi – film TV (1966)
- Vita di Cavour – miniserie TV, episodi 1x1 (1967)
- L'incoronazione di Carlo Magno, regia di Piero Schivazappa – film TV (1968)
- La famiglia Benvenuti – serie TV, episodi 2x7 (1970)
- Lazarillo – miniserie TV (1970)
- I racconti di Padre Brown – miniserie TV, episodi 1x6 (1971)
- I Buddenbrook – miniserie TV, episodi 1x5 (1961)
- E le stelle stanno a guardare – miniserie TV, episodi 1x1-1x5 (1971)
- Carlo Gozzi, regia di Sandro Bolchi – film TV (1974)
- Dedicato a un medico – miniserie TV, episodi 1x3 (1974)